# Тетраплатинатрииттербий
Тетраплатинатрииттербий — бинарное неорганическое соединение
платины и иттербия
с формулой Yb3Pt4,
кристаллы.

## Получение
- Сплавление стехиометрических количеств чистых веществ:

{\displaystyle {\mathsf {4\,Pt+3\,Yb\ {\xrightarrow {1700^{o}C}}\ Pt_{4}Yb_{3}}}}

## Физические свойства
Тетраплатинатрииттербий образует кристаллы
тригональной сингонии,
пространственная группа R 3,
параметры ячейки a = 1,2888 нм, c = 0,5629 нм, Z = 6,
структура типа тетрапалладийтриплутония Pd4Pu3
.
Соединение конгруэнтно плавится при температуре ≈1700 °C .
При температуре 2,4 К в соединении происходит антиферромагнитный переход .